# Goin App
Goin (2017, Barcelona) es una empresa emergente española. Se dedica a la gestión de ahorros personales a través de una aplicación, reconocida en 2017 como la mejor startup del mundo.

## Historia
La empresa fue fundada en 2017 y comienza a operar en 2018 en España, obteniendo una lista de espera de más 76.000 usuarios. Nombrada como mejor startup del mundo en 2017 por AngelHack, sus fundadores han entrado en la lista Forbes 30 under 30 siendo los únicos españoles en la categoría de finanzas y los más jóvenes de Europa.
La empresa captó durante su primer año de vida 2,2 millones de euros en dos rondas de inversión y en julio de 2021 cierra una nueva ronda de inversión de cinco millones de euros. Goin tiene presencia en Italia desde 2019 y cuenta con más de 420.000 usuarios.